# 万里紗
万里紗（まりさ、1990年11月19日 - ）は、日本の女優である。神奈川県出身。アルファエージェンシー所属。
舞台やミュージカルを中心に活動する傍ら、近年では英語力を生かし、トニー賞ノミネート作品『A Walk in the Woods』の翻訳や、NHK WORLD『no art, no life plus』の英語ナレーションなど、更に活動の幅を拡げている。
宮澤エマ、関谷春子、まりゑ、皆本麻帆とともに「女優倶楽部」を結成し、動画配信やイベント活動に勤しんでいる。

## 出演

### 舞台
- 赤毛のアン
- AKIRA
- セロ弾きのゴーシュ
- 森は生きている
- レ・ミゼラブル　（帝国劇場　2011年）
- レミング 世界の涯まで連れてって（演出：松本雄吉　2013年）
- メリリー・ウィー・ロール・アロング〜それでも僕らは前へ進む〜（演出：宮本亜門　2013年）
- ブエノスアイレス午前零時（演出：行定勲　2014年）
- 残花～1945　さくら隊　園井恵子（演出：詩森ろば　2016年）
- るつぼ（演出：ジョナサン・マンビィ　2016年）
- K.テンペスト2017（演出：串田和美　2017年）
- これはあなたのもの（演出：鵜山仁　2017年）
- ペール・ギュント（演出：ヤン・ジョンウン　2017年）
- 冬の旅 リーディング公演（演出：小山ゆうな　2018年）
- 空谷の湧水 リーディング公演（演出：板垣恭一　2018年）
- 一人芝居 星の王子さまー或る若者の肖像ーPilgrim Daughters（作：万里紗　総合演出：野宮有姫　2018年）
- ピアフ（演出：栗山民也　2018年）
- Mann ist Mann -男は男だ-（演出：串田和美　2019年）
- K.テンペスト2019（演出：串田和美　2019年）
- ファミリー向け 物語付きクラシックコンサート「アラジンと魔法のヴァイオリン」（演出：粟國淳　2019年）
- カムカムミニキーナ　vol.68『両面睨み節～相四つで水入り』（演出：松村武　2019年）
- 「Fly By Night～君がいた」（演出：板垣恭一　2020年）
- Op.110ベートーヴェン「不滅の恋人」への手紙（演出：栗山民也　2020年）
- 「詩劇 響きと怒り」（演出：万里紗　2021年）
- リーディング＆ミュージックライブvol.1「マリサ・サロメ」（2021年10月９日、まつもと市民芸術館）
- ミュージカル「魍魎の匣」（2021年11月10日 - 15日、オルタナティブシアター） - 柚木陽子 役
- PLAY/GROUND Creation #2 『Navy Pier 埠頭にて』（2021年12月18日‐26日、横浜赤レンガ倉庫１号館３Fホール）
- ITIワールド・シアター・ラボ「I Call My Brothers」（2022年2月18日‐20日、上野ストアハウス）
- 理性的な変人たちvol.2「オロイカソング」（2022年3月23日‐27日、アトリエ第Q藝術）
- 「アンチポデス」（2022年4月14日‐15日、新国立劇場小劇場 ※加藤梨里香の代役として出演）
- 日生ファミリーフェスティバル「アラジンと魔法の音楽会」（演出：粟國淳　2022年）
- リーディング＆ミュージックライブvol.2「少年と影の国」（2022年8月10日、信濃追分文化磁場油や）
- 「レオポルトシュタット」（2022年10月14日‐31日、新国立劇場 中劇場）
- 理性的な変人たちvol.3 「海戦」（2023年7月5日‐9日、アルネ543）
- 「屠殺人ブッチャー」（2023年11月18日‐12月3日、下北沢「劇」小劇場）
- 音楽劇『不思議な国のエロス』〜アリストパネス「女の平和」より〜（2024年2月16日 - 25日、新国立劇場 小劇場）[1]
- 『デカローグ　プログラムE』(2024年6月22日 - 7月15日、新国立劇場 小劇場)[2]
- 紛争地域から生まれた演劇シリーズ16『亡霊の地』（2024年12月6日 - 8日、中野スタジオあくとれ）[3]
- 『女性映画監督第一号』（2025年2月8日 - 11日、吉祥寺シアター）[4]
- 『不可能の限りにおいて』（2025年8月8日 - 11日〈予定〉、シアタートラム）[5]

### 映画
- 天使（2006年） ※「グース万里紗」名義
- 食堂かたつむり（2010年）
- BRAVE HEARTS 海猿（2012年）
- 最後の命（2014年）
- リップヴァンウィンクルの花嫁（2016年）
- 眼球の夢（2016年） - 主演 ※第46回ロッテルダム国際映画祭 公式招待作品
- 検察側の罪人（2018年）
- 止められるか、俺たちを（2018年）

### テレビドラマ
- 遺留捜査 第2シリーズ 最終話（2012年9月6日、テレビ朝日） - 添乗員 役
- 眠れる森の熟女 第6話（2012年10月9日、NHK総合テレビジョン）
- 神様のボート（2013年3月、NHK BSプレミアム）
- 名もなき毒 第2話（2013年7月15日、TBS）
- 京都地検の女 第9シリーズ 第4話（2013年8月15日、テレビ朝日） - 山口リナ 役
- 相棒 season12 第4話「別れのダンス」（2013年11月6日、テレビ朝日） - 国東遥子 役
- 警視庁捜査一課9係 season12 第5話（2017年5月10日、テレビ朝日） - 並川詩織 役
- ヘヤチョウ（2017年12月17日、テレビ朝日） - 武藤舞子 役

### バラエティ
- 15-0（フィフティーン・ラブ）（2004年） ※「グース万里紗」名義
- ジュニアでGO!（2004年） ※「グース万里紗」名義
- 死ぬまでに観たい映画1001本 キャンペーンガール（2015年、イマジカBS）
- イーストウッド伝説 キャンペーンガール（2016年、イマジカBS）
- 世界の国境を歩いてみたら…（2018年4月 - 2019年、BS11） - 国境ハンター
- 男たちの映画 キャンペーンガール（2018年、シネフィルWOWOW）

### その他
- 社会人向け演劇セミナー「芝居が立ち上がるまで。」（2018年)
- 二子玉川らいす　トークショー「おいしい映画を召し上がれ」（2018年）
- NHK WORLD「no art, no life plus」英語ナレーション（2021年〜）